# Permanent Revolution
Permanent Revolution  (рус. «Перманентная революция») — четвёртый студийный альбом американской ска-панк-группы Catch-22, выпущенный 27 июня 2006 года.

## Об альбоме
Выпущенный к десятой годовщине существования группы концептуальный альбом посвящён жизни и деятельности революционера-марксиста Льва Троцкого (1879—1940). Название отсылает к разрабатывавшейся Троцким теории перманентной революции. По словам басиста Пэта Кейса,

Троцкий — интригующая фигура… Кроме того, его жизнь была очень мощной историей, важной и крайне актуальной в ситуации современного нам мира. Вот почему вышла эта запись. Мы действительно хотели сделать что-то со смыслом, а не просто чуть лучшую альтернативу поп-панку.
Оригинальный текст (англ.)"Trotsky is an intriguing character who we felt we could relate to in a lot of ways. And he has a very powerful story that is important and very relevant to our current world situation. That"s why this record came about. We really wanted to make something meaningful, not just a slightly better alternative to pop-punk." (From http://www.njcatch22.com/news.php) .

Существует музыкальный клип к композиции «Party Song».

## Список композиций
| №                   | Название | Длительность |
| ------------------- | --- | ------------ |
| 1.                  | «Prologue» | 3:10         |
| 2.                  | «The Spark (1902)» (Начало политической деятельности Троцкого; сотрудничество в газете РСДРП «Искра»)                           | 2:56         |
| 3.                  | «Party Song (1917)» (Победа Октябрьской революции; партия большевиков приходит к власти)                                        | 2:44         |
| 4.                  | «The Decembrists' Song (1921)» (Троцкий выступает перед красноармейцами, рассказывая им о восстании декабристов)                | 3:36         |
| 5.                  | «A Minor Point (1922)» (Основание СССР)                                                                                         | 2:14         |
| 6.                  | «On the Black Sea (1924)» (Смерть Ленина; Троцкому не дают приехать на похороны товарища и соратника с черноморского курорта)   | 3:39         |
| 7.                  | «Bad Party (1927)» (Исключение Троцкого из партии)                                                                              | 2:22         |
| 8.                  | «Alma Ata (1928)» (Троцкий в ссылке в Алма-Ате; Сталин, разгромив внутрипартийные оппозиции, становится единоличным диктатором) | 3:29         |
| 9.                  | «The Purge (1936)» (Сталин начинает «Большую чистку», уничтожая неугодных и опасных ему)                                        | 2:37         |
| 10.                 | «Opportunity (1940)» (Троцкий погибает в изгнании в Койоакане от рук сталинского агента Меркадера)                              | 3:20         |
| 11.                 | «Epilogue» | 3:27         |
| Общая длительность: | Общая длительность: | 33:40        |

## Участники записи
- Пэт Кейс (Pat Kays) — бас-гитара, духовые, вокал
- Пэт Калпин (Pat Calpin) — гитара
- Иэн Маккензи (Ian McKenzie) — тромбон, вокал, клавишные, вибрафон
- Райан Элдред (Ryan Eldred) — теноровый саксофон, основной вокал, гитара
- Кевин Гантер (Kevin Gunther) — труба, vocals
- Крис Грир (Chris Greer) — перкуссия